# Rahel Varnhagen
Rahel Varnhagen von Ense –Rahel Levin abans de casar-se– (Berlín, 19 de maig de 1771 - 7 de març de 1833) va ser una escriptora alemanya d'origen jueu. Rahel Varnhagen va viure durant l'època del romanticisme, fou defensora abrandada de la Revolució Francesa i va propugnar les posicions de la Il·lustració europea. Va ser de les primeres dones jueves a assolir, essent soltera, relleu intel·lectual i polític i, doncs, també va defensar l'emancipació de les dones.

## Primers anys
Rahel Varnhagen va néixer el 1771 a Berlín i era la filla gran del comerciant de joies Markus Levin i la seva dona Chaie Levin. L'ambient familiar era ortodox jueu i mentre els seus germans van assistir a escoles superiors, ella va rebre educació de professors particulars. El seu pare era un home despòtic del qual ella va arribar a dir: "ha destruït salvatgement la meva joventut i la meva vida". Va aprendre francès, anglès i italià, piano i dansa. I va conèixer Goethe, a qui ja sempre més admiraria; ella va saber reconèixer el lloc de Goethe en la història del desenvolupament de l'esperit humà com cap altre contemporani seu.
En aquests anys de joventut va establir amistat íntima amb les filles de Moisès Mendelssohn, Dorothea i Henrietta. Juntes van conèixer Henriette Herz, que era amfitriona d'un dels primers salons literaris de Berlín. Rahel Varnhagen es va associar íntimament amb Herz i es movien en els mateixos cercles intel·lectuals.

## El seu saló literari
Entre 1790 i 1806, ja mort el seu pare, Rahel Levin va establir el seu saló literari a les golfes de la casa familiar de la Jägerstrasse, i va ser freqüentat per poetes, escriptors, investigadors, polítics i aristòcrates de la intel·lectualitat berlinesa, sense distinció de classes socials o religions. Entre els que freqüentaven regularment aquest espai de llibertat per a la crítica social que esdevingué casa seva en aquesta època hi havia: Jean Paul, Ludwig Tieck, Ernst von Pfuel, Markus Herz, Friedrich Schlegel, Wilhelm von Humboldt i Alexander von Humboldt, Friedrich de la Motte Fouqué, el príncep Louis Ferdinand de Prússia, Pauline Wiesel, Dorotea Veit, Caroline Schelling, Friedrich von Gentz, Archim von Arnim, Clemens Brentano, Bettina Brentano, Adelbert von Chamisso, Friedrich Schleiermacher, Friedrich Tieck, Rebeca Friedländer...`El 1806 conclogué abruptament, quan Prússia fou ocupada per Napoleó.

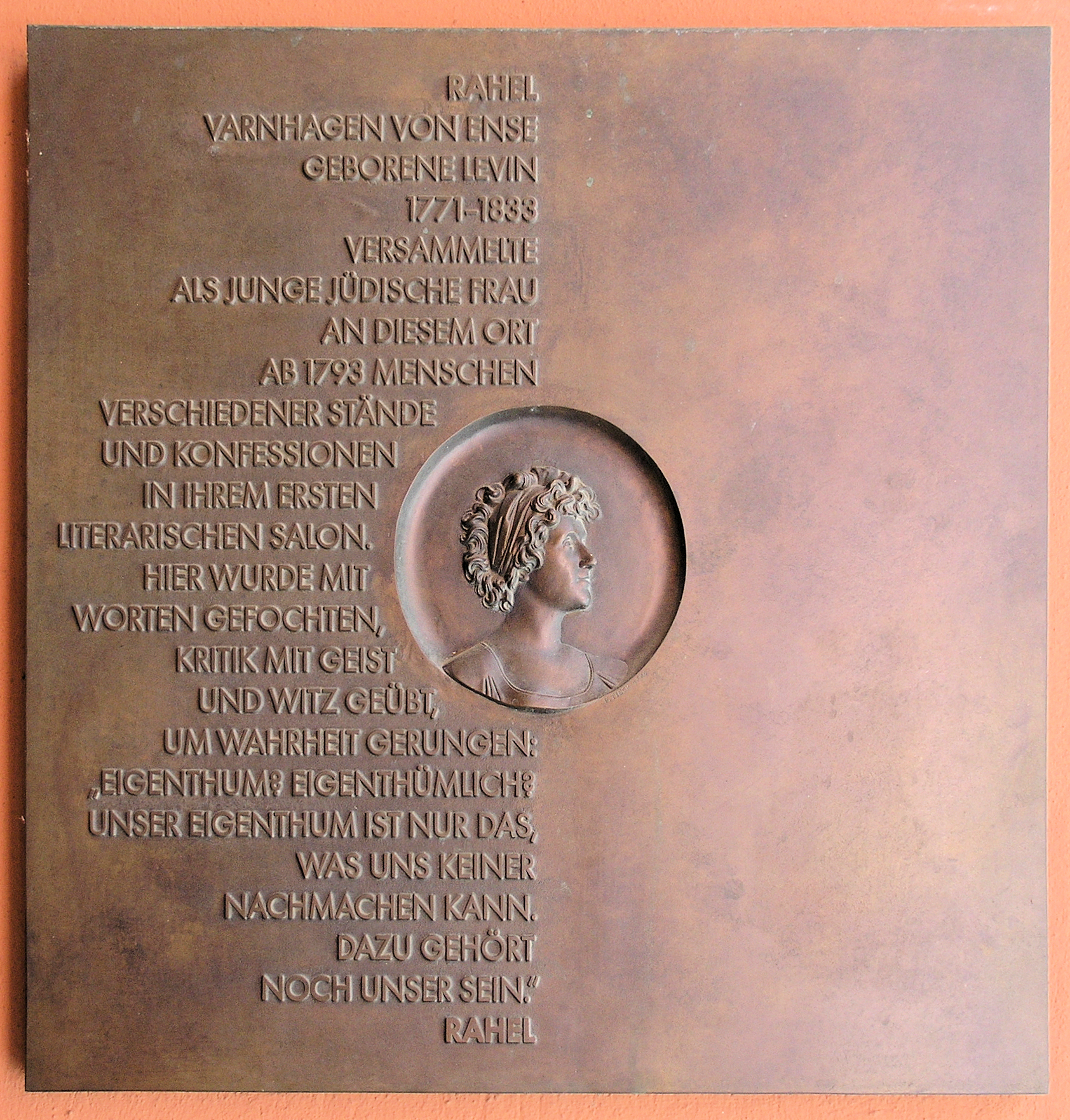
Placa a la casa de Jägerstrasse 54–55, on tingué el saló

En la persona de Rahel Levin Varnhagen es concreta una nova forma de ser dona en el context europeu il·lustrat, amb el lliurament a la pròpia realització personal, cercant el sentit de la vida, després d'abandonar el vell ideal prussià de la maternitat, la vida domèstica i l'església, al qual les dones havien estat sempre empeses.
El 1808, en les conferències que Johann Gottlieb Fichte pronuncià a Berlin –els Discursos a la nació alemanya–, conegué Karl August Varnhagen, amb qui es casaria anys més tard, just després d'abandonar el judaisme. Va viure aleshores a Viena, Frankfurt del Main i Karlsruhe.
El 1819 tornà a Berlín i fou l'amfitriona d'un nou saló a la Französische Strasse –traslladat l'any 1827 a la Mauerstrasse–, que esdevingueren llocs de trobada de pensadors i artistes, desproveïts, però, de l'alegria i l'enginy, la cordialitat i l'empenta que havien tingut anys enrere. Les vetllades musicals, l'admiració per Goethe, la conversa política i també alguna excentricitat artística van centrar l'interès dels assistents d'aleshores: Bettina Brentano, Leopold von Ranke, Ludwig Börne i el príncep Hermann von Pückler-Muskau, el filòsof Hegel o el jove poeta Heine.

## Obra
L'obra de Rahel Levin Varnhagen es va centrar en la literatura epistolar, amb la idea que les cartes podien constituir una forma literària que involucrava una xarxa de persones en una empresa comuna, i que promovien, amb l'intercanvi, un creixement intel·lectual compartit. Rahel Levin Varnhagen promogué amb la conversa del saló i en la reflexió conjunta epistolar la forma de contacte humà necessària per a assolir «la noblesa de l'esperit» desitjada.
Durant la seva vida Rahel Varnhagen va intercanviar correspondència amb més de 300 persones i es conserven 6.000 cartes escrites per ella. També va escriure un diari. El 1812 va publicar part del seu intercanvi de correspondència amb el seu marit, Karl August Varnhagen von Ense. A més va publicar anònimament alguns escrits en almanacs i revistes. La major part de les seves cartes van ser editades pel seu espòs i per la seva neboda Ludmilla Assing, que heretà el llegat de la família Varnhagen.

## Reconeixement i memòria
La ciutat de Berlín atorga des de 1993 el premi literari anomenat Medalla Rahel Varnhagen von Ense. El Departament de Ciència, Recerca i Cultura del Senat i la Fundació Preussische Seehandlung concedeixen aquest guardó a autors, traductors o persones que hagin fet contribucions destacades a la promoció de la vida literària a Berlín.

## Referències

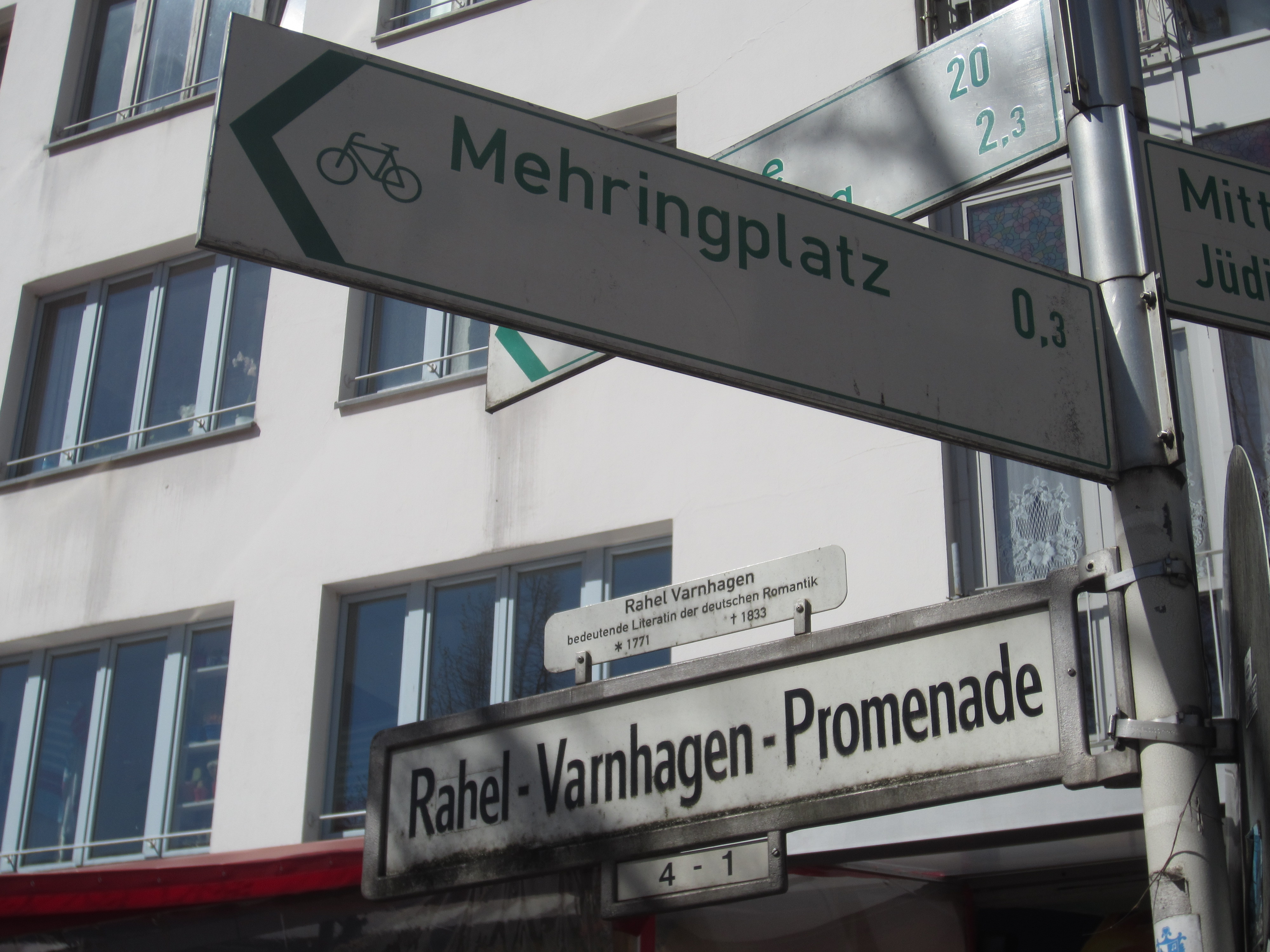
Un carrer de Berlín du el seu nom